# William von Wirén
William von Wirén (* 30. Augustjul. / 11. September 1894greg. in Suuresadama, Hiiumaa; † 23. November 1956 in Stockholm, Schweden) war ein estnischer Segler.
Bei den Olympischen Sommerspielen 1928 in Amsterdam war von Wirén im Alter von 33 Jahren Mitglied der Mannschaft des estnischen Boots Tutti V, das nach Norwegen und Dänemark die Bronzemedaille in der 6-Meter-Klasse gewann. Seine Mitstreiter waren Nikolai Vekšin, Eberhard Vogdt und die beiden Brüder Andreas und Georg Faehlmann.
Von Wirén blieb bis zum Beginn des Zweiten Weltkriegs ein erfolgreicher Sportler. 1933 und 1934 gewann er die Goldmedaille bei den Europameisterschaften im Eissegeln in der 20-Meter-Klasse. 1936 errang er die Bronzemedaille in der Monotype-XV-Klasse. 1939 wanderte von Wirén nach Deutschland aus, ab 1950 lebte er in Schweden.